# Alexia Fast

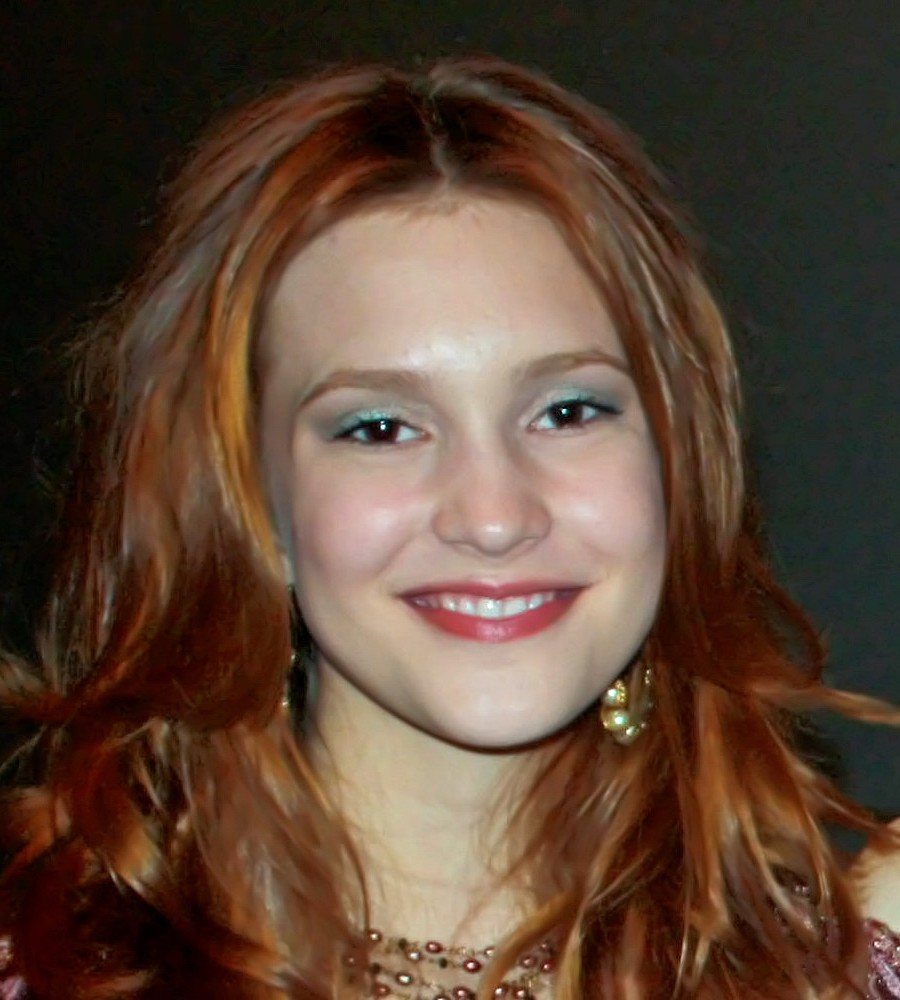
Alexia Fast auf der Premiere des Films Repeaters – Tödliche Zeitschleife im September 2010

Alexia Fast (* 12. September 1992 in Vancouver, British Columbia) ist eine kanadische Schauspielerin. Sie ist bekannt für ihre Rollen als Julie in dem Drama Helen sowie als Eve in Triple Dog.

## Leben
Alexia Fast ist im kanadischen Vancouver geboren und aufgewachsen. Ihre Mutter ist Fernsehproduzentin und ihr Vater Songwriter. Ihre Karriere begann im Alter von sieben Jahren, als sie den Kurzfilm The Red Bridge, der 2002 auf dem Atlantic Film Festival gezeigt wurde, schrieb, produzierte und darin mitspielte. Ihre erste Fernsehrolle hatte Fast 2005 in der Komödie His and Her Christmas. Ihr Filmdebüt feierte sie 2006 in der Zombie-Komödie Fido – Gute Tote sind schwer zu finden. Anschließend war sie mehrmals in Fernsehserien und Independent-Filmen zu sehen. 2009 spielte sie als Julie eine Hauptrolle im Kinofilm Helen, 2010 landete sie eine Hauptrolle im Drama Triple Dog. In der US-amerikanischen Mystery-Fantasy-Serie The Secret Circle spielte sie 2012 in einer Nebenrolle mit. 2012 war sie im Action-Kriminalfilm Jack Reacher zu sehen. 2013 spielte sie im kanadischen Drama Blackbird ein Mädchen, das, wie Fast selbst in ihrer Kindheit, Probleme mit Mobbing an der Schule hat. In der 23-teiligen Serie Manhattan, die sich um die Entwicklung der ersten Atombombe im Manhattan Project dreht, übernimmt sie seit 2014 die wiederkehrende Rolle der Callie Winter, der Tochter eines an dem geheimen Rüstungsprojekt beteiligten Wissenschaftlers.
Fast gewann zwei Leo Awards, den ersten 2007 in der Kategorie Best Lead Performance by a Female in a Feature Length Drama (beste weibliche Hauptrolle in einem Filmdrama) für ihre Rolle in Past Tense, sowie 2011 in der Kategorie Best Supporting Performance by a Female in a Feature Length Drama (beste weibliche Nebenrolle in einem Filmdrama) für ihre Rolle in Repeaters – Tödliche Zeitschleife.

## Filmografie (Auswahl)
- 2005: His and Her Christmas (Fernsehfilm)
- 2006: Past Tense (Fernsehfilm)
- 2006: Wildfires – Lauffeuer (Firestorm: Last Stand at Yellowstone, Fernsehfilm)
- 2006: Fido – Gute Tote sind schwer zu finden (Fido)
- 2006–2012: Supernatural (Fernsehserie, 2 Folgen)
- 2006–2007: 4400 – Die Rückkehrer (The 4400, Fernsehserie, 3 Folgen)
- 2007: Masters of Horror (Fernsehserie, Folge 2x10)
- 2007: Masters of Science Fiction (Miniserie, Folge 1x05)
- 2007: The Party Never Stops: Diary of a Binge Drinker (Fernsehfilm)
- 2007: Tin Man – Kampf um den Smaragd des Lichts (Tin Man, Miniserie, 3 Folgen)
- 2007: Kaya (Fernsehserie, 10 Folgen)
- 2008: Left Coast (Fernsehfilm)
- 2008: Gym Teacher: The Movie (Fernsehfilm)
- 2009: Helen
- 2009: What Goes Up
- 2009: Flashpoint – Das Spezialkommando (Flashpoint, Fernsehserie, Folge 2x11)
- 2009: Hungry Hills
- 2010: The Cult (Fernsehfilm)
- 2010: Repeaters – Tödliche Zeitschleife (Repeaters)
- 2010: Die 19te Frau (The 19th Wife, Fernsehfilm)
- 2010: Triple Dog
- 2012: The Secret Circle (Fernsehserie, 3 Folgen)
- 2012: Last Kind Words
- 2012: Blackbird
- 2012: Jack Reacher
- 2013: Red Widow (Fernsehserie, 2 Folgen)
- 2014: Motive (Fernsehserie, Folge 2x05)
- 2014: The Captive
- 2014: Grace – Besessen (Grace)
- 2014–2015: Manhattan (Fernsehserie, 12 Folgen)
- 2016: Bates Motel (Fernsehserie, Folge 4x04)
- 2017: iZombie (Fernsehserie, Folge 3x06)
- 2017: Eye on Juliet – Im Auge der Drohne (Eye on Juliet)
- 2017: Dirk Gentlys holistische Detektei (Dirk Gently’s Holistic Detective Agency, Fernsehserie, Folge 2x01)
- 2018: The Ninth Passenger
- 2019: We Had It Coming
- 2021: Apex